# Paweł Wiesiołek
Paweł Wiesiołek (né le 13 août 1991 à Borsuki-Kolonia) est un athlète polonais, spécialiste du décathlon.

## Carrière
Le 31 mai 2015, il établit lors de l'Hypo-Meeting de Götzis, son record personnel de 8 140 points. Il termine 3e de la Première Ligue de la Coupe d'Europe des épreuves combinées 2015 à Inowroclaw.
Le 28 mai 2017, il effectue 8002 points lors du meeting de Götzis.
Il se classe 12e des championnats du monde 2019 à Doha avec 8 064 pts.

## Palmarès
| Date | Compétition                    | Lieu  | Résultat | Épreuve    | Marque    |
| ---- | ------------------------------ | ----- | -------- | ---------- | --------- |
| 2021 | Championnats d'Europe en salle | Toruń | 3e       | Heptathlon | 6 133 pts |
| 2021 | Jeux olympiques                | Tokyo | 12e      | Décathlon  | 8 176 pts |